# Georg Graf von Arco

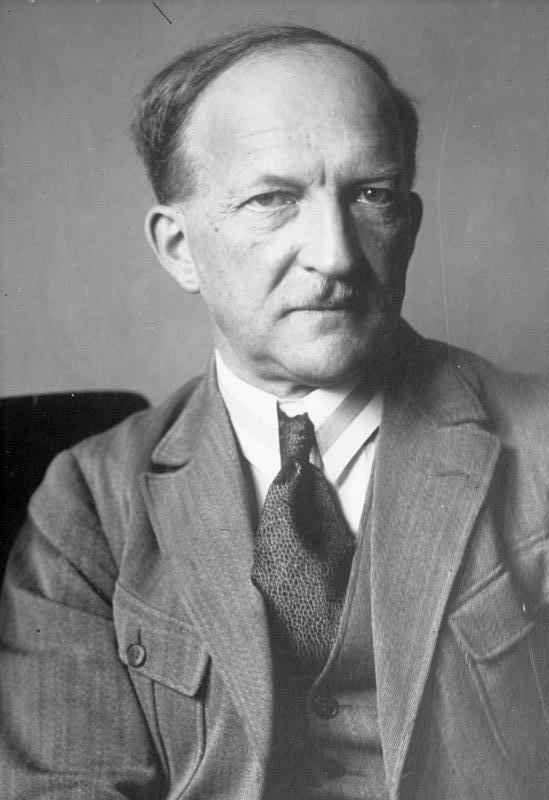
Georg Graf von Arco w 1931

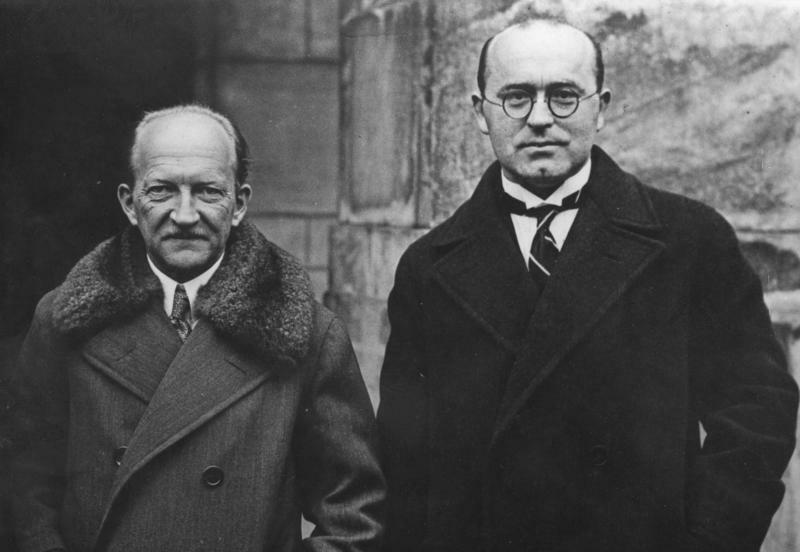
Georg Graf von Arco i August Karolus w 1928

Georg Wilhelm Alexander Graf von Arco (ur. 30 sierpnia 1869 w Gorzycach koło Wodzisławia Śląskiego, zm. 5 maja 1940 w Berlinie) – niemiecki naukowiec i wynalazca z dziedziny radiotelegrafii i radiofonii. Jako pierwszy opracował i skonstruował (wraz z Alexandrem Meissnerem) superheterodynę, oraz rodzaj nadajnika radiowego z przetwornicą częstotliwości. Opracował także (z Meissnerem) technologię przemysłowego wytwarzania lamp próżniowych.

## Życiorys
W latach siedemdziesiątych XIX wieku uczęszczał do raciborskiego gimnazjum, po którego ukończeniu został oficerem w niemieckiej armii. Wstąpił w Berlinie do elitarnego pułku strzelców gwardii. Dzięki specjalnemu zezwoleniu cesarza Wilhelma II mógł równocześnie studiować w Wyższej Szkole Technicznej w Berlinie, tzw. Charlottenburg. Arco ukończył ze świetnymi wynikami studia i porzucając karierę oficerską został asystentem profesora Adolfa Slabego. Wraz z nim w 1897 roku był świadkiem przesłania pierwszej wiadomości za pomocą telegrafu bezprzewodowego. Tej próby dokonał w Anglii słynny włoski konstruktor – Guglielmo Marconi. Już cztery tygodnie po jego próbie identycznego eksperymentu dokonali Arco i Slaby. Pod koniec 1897 roku udało im się uruchomić pierwszą w Niemczech stację nadawczą, która znajdowała się na wieży Kościół Zbawiciela w Sacrowie pod Poczdamem. W 1903 roku cesarz Wilhelm II powołał towarzystwo naukowo-badawcze o nazwie Telefunken-Gesellschaft, które składało się z kilku ośrodków badawczych. Głównym dyrektorem i inżynierem towarzystwa został Arco. Kolejne lata upłynęły na zajmowaniu się problemami przesyłania i przetwarzania fal radiowych oraz konstrukcją anten i mikrofonów o dużym zasięgu. Owocem tych wysiłków było otwarcie zaoceanicznej stacji nadawczej w Nauen, które nastąpiło 15 grudnia 1904 roku. 6 grudnia 1907 roku Georg Arco dokonał udanego eksperymentu, który dotyczył bezprzewodowego przesłania głosu ludzkiego. Przesłane zostało wówczas nagranie arii operowej, która wykonał Enrico Caruso. Nagranie zostało emitowane z Politechniki Berlińskiej do jednej z dzielnic miasta – Kreuzbergu, a przysłuchiwała się mu z wielkim zaciekawieniem para cesarska, Augusta Wiktoria i Wilhelm II. Przez kolejne 16 lat dokonał niezliczonej ilości ulepszeń oraz został autorem wielu wynalazków z dziedziny radiofonii. Ich zwieńczeniem było 29 grudnia 1923 roku rozpoczęcie nadawania pierwszego programu radiowego w Niemczech. W 1930 roku konstruktor przeszedł na zasłużoną emeryturę, na której skonstruował 12 modeli samochodów. 
Zmarł 5 maja 1940 roku w swym berlińskim domu, który znajdował się przy Bismarckallee 47. Arco był niezwykle popularny w Niemczech, a berlińczycy nazywali go swoim Funk-Grafem (tzn. hrabia-radiowiec), natomiast współpracownicy zaś tytułowali go z poważaniem Seine Hochfrequenz (tzn. Jego Wysoka Częstotliwość).